# Tramways électriques de Lille et sa banlieue

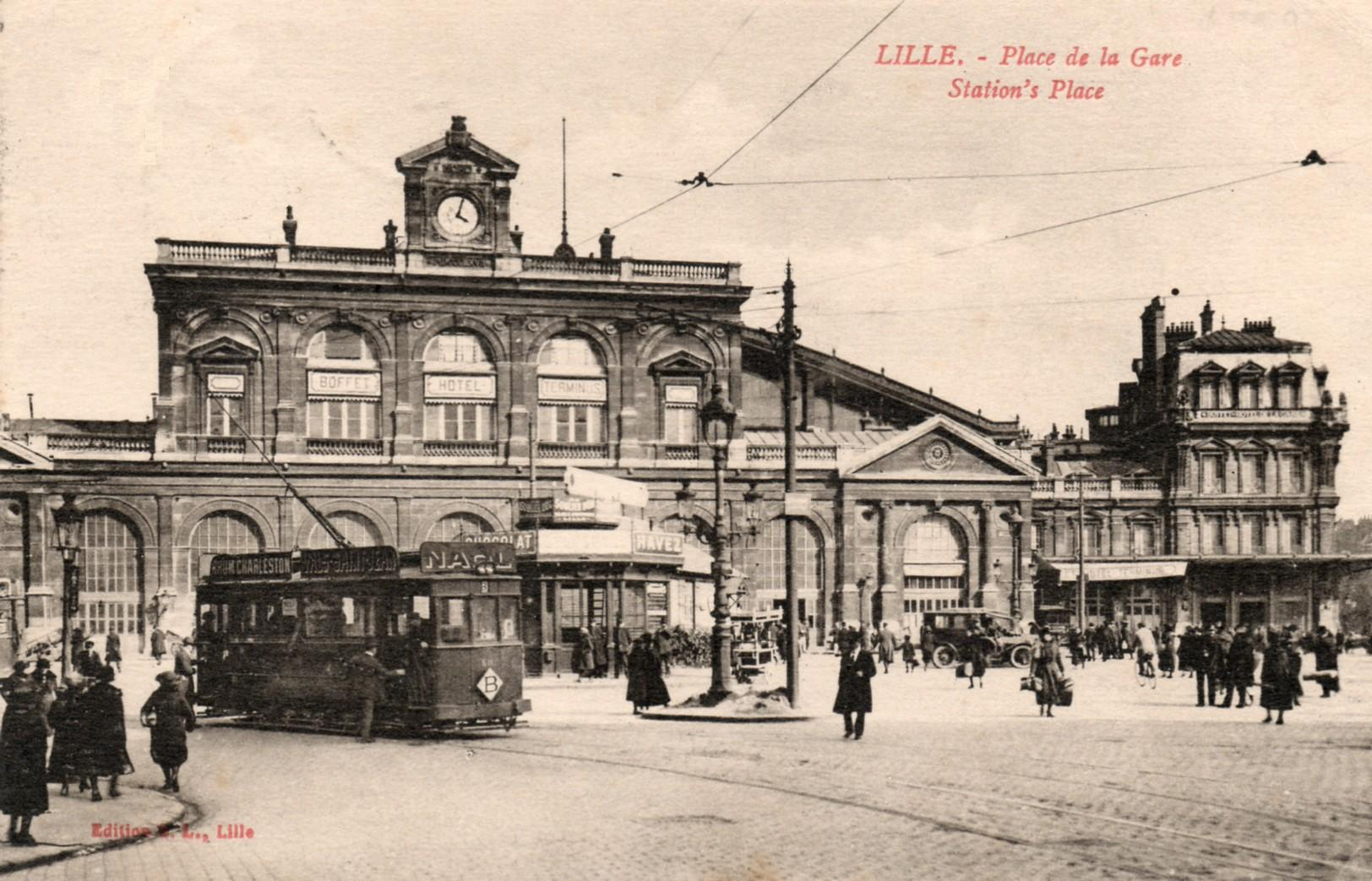
Tramway de la compagie TELB Place de la gare à Lille.

La compagnie des Tramways électriques de Lille et sa banlieue (TELB), est une entreprise de transports en commun de Lille qui a existé entre 1901 et 1955.

## Histoire
La compagnie est créée en 1874 sous le nom de compagnie des Tramways du département du Nord (TDN) et reprend à la date du 9 décembre 1875 l'exploitation du tramway de Lille à la compagnie des Tramways du Nord (TN).
L'entreprise a été constituée chez Maitre Lavoignat notaire à Paris le 30 janvier 1874. Son siège est à Lille, 2 rue Vauban.  La compagnie change de raison sociale le 20 mai 1901 pour devenir la compagnie des Tramways Électriques de Lille et sa Banlieue (TELB). Elle est affiliée au groupe économique fondé par le baron Édouard Louis Joseph Empain.

Le réseau alors constitué de cinq lignes à traction hippomobile est développé et électrifié. La compagnie TELB  l'exploite jusqu'au 31 décembre 1955, date à laquelle elle cède l'exploitation  à la Compagnie générale industrielle de transports (CGIT), sa filiale créée en 1933, chargée de l'exploitation des autobus.

## Sources

#### Monographies
- Claude Gay (préf. Alain Decaux), Au fil des trams, association Amitram, 1971 (1re éd. 1971), 383 p.

### Traductions et crédits internes
- Cet article est partiellement ou en totalité issu de l'article intitulé « Compagnie des tramways du département du Nord (Lille) » (voir la liste des auteurs).